# Костатеев, Гурий Васильевич
Гу́рий Васи́льевич Костате́ев (12 сентября 1912, Елубкино, Козьмодемьянский уезд, Казанская губерния, Российская империя — 14 января 2004, Виловатово, Горномарийский район, Марий Эл, Россия) — марийский советский педагог, поэт. Директор Паратмарской семилетней школы (1951—1954), учитель родного языка и литературы Виловатовской средней школы Горномарийского района Марийской АССР (1954—1974). Заслуженный учитель школы РСФСР (1970). Участник Великой Отечественной войны. Член ВКП(б) с 1942 года.

## Биография
Родился 12 сентября в деревне Елубкино Козьмодемьянского уезда Казанской губернии в многодетной крестьянской семье.
В 1929 году окончил Еласовскую семилетнюю школу, в 1933 году — Козьмодемьянское педагогическое училище. 
В 1933 году после окончания техникума начал работать в Пернянгашской начальной школе, а в 1937 году перешел в Янькинскую начальную школу. В 1938 году работал преподавателем марийского языка и литературы в Микряковской и Виловатовской средних школах Горномарийского района Марийской АССР.
В 1939 году призван в РККА. Участник Великой Отечественной войны: артиллерист 30 гвардейского артиллерийского полка 11 гвардейской стрелковой дивизии на Ленинградском фронте, гвардии ефрейтор. Воевал в Литве, Латвии, Эстонии, оборонял Ленинград. В 1942 году принят в ВКП(б).  Войну закончил в 1945 году в Восточной Пруссии. Награждён орденом Отечественной войны II степени и медалями.
С декабря 1945 года — учитель начальных классов Виловатовской средней школы. В 1951 году был назначен директором Паратмарской семилетней школы. С 1954 года после окончания Марийского педагогического института имени Н. К. Крупской в течение 20 лет работал учителем родного языка и литературы Виловатовской средней школы Горномарийского района МАССР. Является одним из авторов учебника марийского языка для начальных классов марийских школ и учебника по грамматике марийского языка для неполных средних школ.
За заслуги в области народного образования в 1970 году ему было присвоено почётное звание «Заслуженный учитель школы РСФСР». Награждён медалями и почётными грамотами Президиума Верховного Совета РСФСР и Марийской АССР.
Скончался 14 января 2004 года в селе Виловатово ныне Горномарийского района Марий Эл.

## Литературное творчество
Был активным селькором и поэтом, писал под псевдонимом Кос-Гур. На некоторые его стихотворения написаны песни.
Во время учёбы в Козьмодемьянском педагогическом училище начал писать свои первые стихи и рассказы и печататься на страницах районной газеты «Ленин корны» («Ленинский путь»).
В дальнейшем его стихи печатались в журнале «Якшар знамя» («Красное знамя») и альманахах.

## Звания и награды

### Трудовые
- Заслуженный учитель школы РСФСР (1970)[1][2]
- Заслуженный учитель школы Марийской АССР (1964)[1][2]
- Медаль «За трудовую доблесть» (1954)[1][2]
- Медаль «За доблестный труд. В ознаменование 100-летия со дня рождения Владимира Ильича Ленина» (1970)
- Медаль «Ветеран труда»
- Почётная грамота Президиума Верховного Совета РСФСР (1960)[1][2]
- Почётная грамота Президиума Верховного Совета Марийской АССР (1957)[1][2]

## Боевые
- Орден Отечественной войны II степени (06.04.1985)
- Медаль «За отвагу» (СССР) (21.07.1944)
- Медаль «За оборону Ленинграда» (06.07.1943)
- Медаль «За победу над Германией в Великой Отечественной войне 1941—1945 гг.» (09.05.1945)

## Память
Некоторые фотографии заслуженного учителя школы РСФСР Г. В. Костатеева ныне хранятся и выставляются в Краеведческом музее имени Н. В. Игнатьева. 